# Nicolas Rommens
Nicolas Rommens (Lier, 17 december 1994) is een Belgisch voetballer die als middenvelder speelt. In juli 2022 maakte hij de overstap van  RWDM naar SV Zulte Waregem. Zijn neven Philippe en Olivier zijn ook betaald voetballers. 

## Clubcarrière
Rommens speelde in de jeugd bij Ternesse VV, Lierse SK en KVC Westerlo. Op 19 mei 2013 debuteerde hij voor Westerlo tijdens een eindrondewedstrijd tegen Mouscron-Péruwelz. In het seizoen 2013/14 promoveerde hij met Westerlo naar de Jupiler Pro League, maar een grote bijdrage leverde hij niet aan die promotie: Rommens kwam enkel in actie tijdens de derde speeldag, waar hij tegen CS Visé in de 87e minuut inviel voor Laurens Paulussen. In de Jupiler Pro League mocht hij van trainers Dennis van Wijk en Harm van Veldhoven in 20 competitiewedstrijden opdraven, al zaten daar soms ook (erg) korte invalbeurten tussen.
Op zijn twintigste verhuisde Rommens naar tweedeklasser Dessel Sport, dat de winter daarvoor al interesse had getoond in hem. Ook Gilles Marchandise en Michiel Jaeken maakten die zomer de overstap van Westerlo naar Dessel. Rommens drukte meteen zijn stempel bij Dessel en werd een jaar later al teruggehaald door Westerlo, waar hij ditmaal wél een vaste waarde werd.
In de zomer van 2019 verliet hij Westerlo voor KSV Roeselare, dat net als de Kempenaars uitkwam in Eerste klasse B. Toen zijn contract er een jaar later afliep, koos hij voor het pas gepromoveerde RWDM. Bij RWDM groeide Rommens al snel uit tot een belangrijke speler, in zijn debuutseizoen voor de club kwam hij in 26 wedstrijden in actie waarin hij 7 doelpunten scoorde. In het seizoen 2021/22 werd hij onder coach Vincent Euvrard aanvoerder van RWDM. Rommens speelde opnieuw een uitstekend seizoen met bovenop 4 doelpunten ook nog eens 11 assists dat seizoen. Eind dat seizoen werd hij genomineerd voor de titel van beste speler in 1B, deze prijs ging uiteindelijk naar Lukas Van Eenoo van KVC Westerlo.
Op 1 juli 2022 maakt Rommens de overstap van RWDM naar toenmalige eersteklasser SV Zulte Waregem. Na 31 wedstrijden gespeeld te hebben in Eerste klasse A degradeerde hij met zijn ploeg naar 1B. In het seizoen 2024/25 is Nicolas Rommens een vaste waarde geworden in de kern. Hij schonk ze hun vijfde zege op een rij met een vrijschop tegen Club NXT. Op 29 mei 2025 werd bekendgemaakt dat Rommens geen nieuw contract meer zou krijgen bij SV Zulte Waregem.

## Clubstatistieken
| Seizoen | Club             | Land   | Competitie      | Competitie | Competitie | Beker | Beker | Totaal | Totaal |
| Seizoen | Club             | Land   | Competitie      | Wed.       | Dlp.       | Wed.  | Dlp.  | Wed.   | Dlp.   |
| ------- | ---------------- | ------ | --------------- | ---------- | ---------- | ----- | ----- | ------ | ------ |
| 2012/13 | KVC Westerlo     | België | Eerste klasse   | 1          | 0          | –     | –     | 1      | 0      |
| 2013/14 | KVC Westerlo     | België | Tweede klasse   | 1          | 0          | –     | –     | 1      | 0      |
| 2014/15 | KVC Westerlo     | België | Eerste klasse   | 20         | 0          | 1     | 0     | 21     | 0      |
| 2015/16 | Dessel Sport     | België | Tweede klasse   | 31         | 8          | 1     | 0     | 32     | 8      |
| 2016/17 | KVC Westerlo     | België | Eerste klasse A | 26         | 3          | 1     | 0     | 27     | 3      |
| 2017/18 | KVC Westerlo     | België | Eerste klasse B | 26         | 2          | 2     | 2     | 28     | 4      |
| 2018/19 | KVC Westerlo     | België | Eerste klasse B | 23         | 1          | 1     | 0     | 24     | 1      |
| 2019/20 | KSV Roeselare    | België | Eerste klasse B | 25         | 0          | 1     | 0     | 26     | 0      |
| 2020/21 | RWD Molenbeek    | België | Eerste klasse B | 26         | 7          | 2     | 0     | 28     | 7      |
| 2021/22 | RWD Molenbeek    | België | Eerste klasse B | 29         | 4          | 2     | 0     | 31     | 4      |
| 2022/23 | SV Zulte Waregem | België | Eerste Klasse A | 31         | 2          | 4     | 0     | 35     | 2      |
| 2023/24 | SV Zulte Waregem | België | Eerste Klasse B | 22         | 1          | 3     | 0     | 25     | 1      |
| 2024/25 | SV Zulte Waregem | België | Eerste Klasse B | 26         | 1          | 2     | 0     | 28     | 1      |
| Totaal  | Totaal           | Totaal | Totaal          | 287        | 29         | 20    | 2     | 307    | 31     |

Bijgewerkt tot en met 9 juni 2025.